# Chlamydotis macqueenii
La hubara de MacQueen (Chlamydotis macqueenii) es una especie de ave en la familia Otidae. Antiguamente se la consideraba una subespecie de Chlamydotis undulata. La especie se encuentra separadas geográficamente de la que habita al oeste de la península de Sinaí en el norte de África con una población en las islas Canarias. La hubara de MacQueen se encuentra en las regiones desérticas y de estepa de Asia, al este de la península de Sinaí extendiéndose al este de Kazajistán hasta Mongolia. Estas dos especies son los únicos miembros del género Chlamydotis. Mientras que la hubara de MacQueen es una especie parcialmente migratoria latitudinal Chlamydotis undulata es más sedentaria. En el siglo XIX, era posible encontrar ejemplares vagabundos muy al oeste de la zona donde habitan llegando hasta Gran Bretaña. Las poblaciones han disminuido entre el 20 al 50% desde 1984 al 2004 principalmente a causa de caza y cambios en el uso de la tierra.
Su nombre hace referencia al coleccionista Thomas MacQueen, a partir de cuya colección la nombró John Edward Gray en su catálogo de zoología ilustrada basado en las colecciones (algunas de las ilustraciones eran obras de artistas indios) del Major-General Thomas Hardwicke. Antiguamente se la colocaba en el género Otis.

## Descripción
Es de porte mediano midiendo unos 65 cm de largo, siendo la envergadura de sus alas 140 cm. Su dorso es marrón y sus partes inferiores son blancas con franjas negras que le corren en los laterales del cuello. En vuelo, se observa que sus amplias alas poseen grandes zonas con coloraciones negras y marrones y una mancha blanca en la base de las plumas primarias. Por abajo su ala es en gran medida blanca con su flanco de ataque negro. Ambos sexos son similares, pero la hembra es más pequeña. La hubara de MacQueen es muy callada excepto por los sonidos que realiza el macho durante el cortejo. Al igual que otras hubaras, su cortejo es muy llamativo, irguiendo las plumas blancas en la cabeza y garganta y desplazando la cabeza mientras caminan alrededor del sitio escogido para exhibirse.
El plumaje de los machos y hembras es casi idéntico pero el de los machos es un poco más largo que el de las hembras. Un estudio de la morfometría de las hubaras de MacQueen de Pakistán basado en 79 ejemplares de sexo conocido concluyó que los machos eran entre un 9 y 15% más grandes que las hembras en casi todas sus medidas.

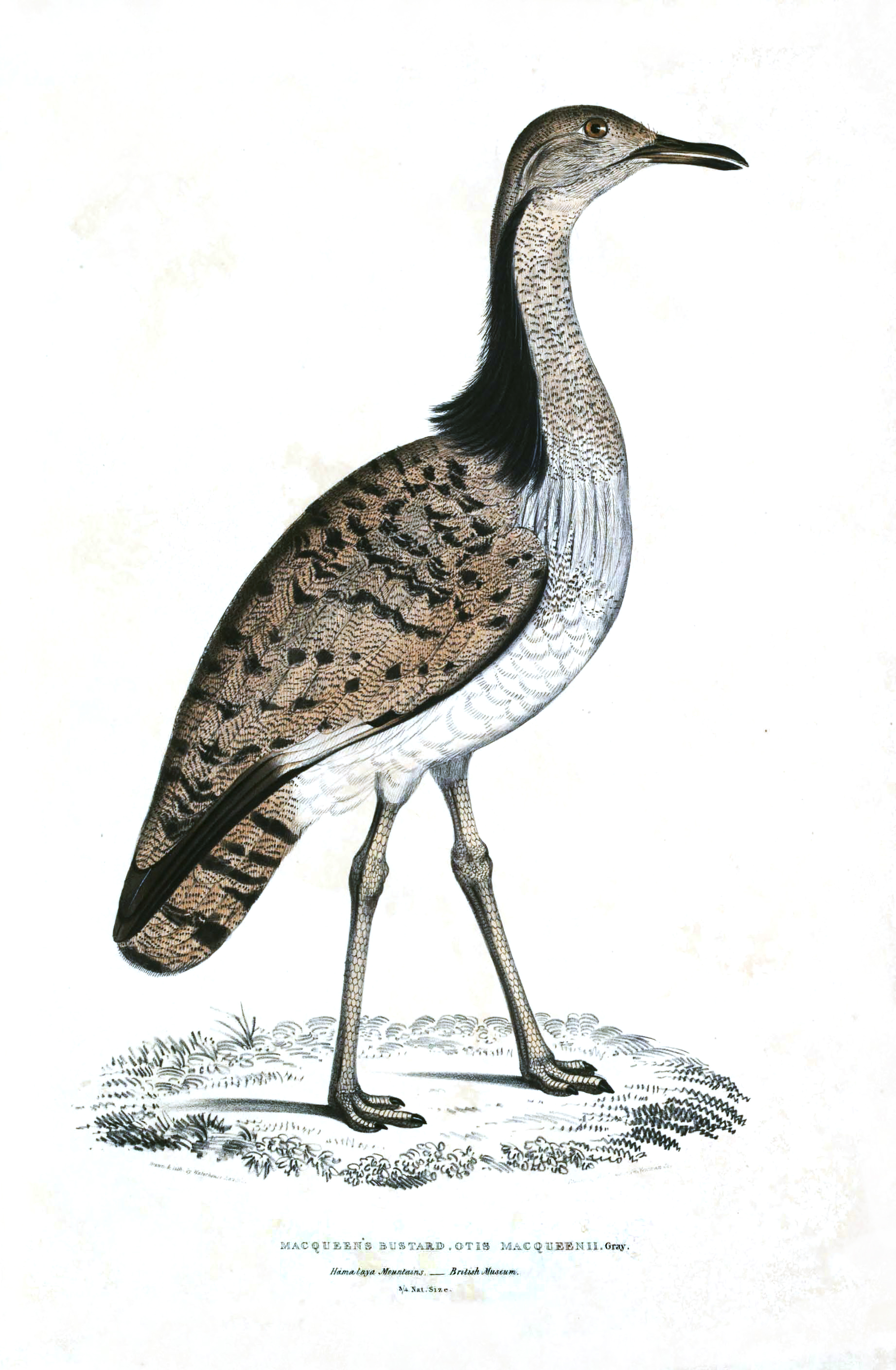
Litografía de Illustrations of Indian Zoology (1834).

Antiguamente la hubara de MacQueen era considerada una de las tres subespecies de hubara. La ausencia de formas intermedias en las zonas en que se encuentran sus distribuciones (presumiblemente en el Valle del Nilo), diferencias en su morfología y comportamiento durante el cortejo hizo que fuera considerada una especie diferente. Actualmente se denomina hubara solo a la población del norte de África (incluida en la especie C. undulata undulata) y una pequeña población en las islas Canarias (C. u. fuertaventurae). La de MacQueen es más grande que la hubara y mucho más pálida. Las plumas en la parte superior de su cabeza incluyen unas largas plumas curvadas que son blancas o negras con bases blancas. En la hubara, las plumas de la cresta son todas blancas y la diferencia es evidente durante la exhibición del macho. Estimaciones realizadas sobre la base de la divergencia mitocondrial de la secuencia de ADN indica que las especies se separaron de un ancestro común C. u. undulata y C. u. fuertaventurae hace casi 430,000 años. Es posible que esta divergencia haya comenzado hace unos 900,000 años, durante una época de extrema aridez. La amplia capacidad de la hubara de MacQueen de dispersarse asegura que sus genes se encuentran más homogeneizados a diferencia de lo que se observa en los patrones genéticos estructurados geográficamente de la hubara africana.

## Distribución y hábitat
La hubara de MacQueen se encuentra desde el este de la península de Sinaí en Palestina, Arabia, hasta el Mar Caspio extendiéndose por el este hasta el Mar de Aral en Mongolia. Las aves de las poblaciones más al norte pasan el invierno al sur en Pakistán (principalmente en el oeste de Balochistan) y en la zona árida en el oeste de la India. Históricamente se han encontrado ejemplares vagabundos hasta en Gran Bretaña por el oeste y al norte de Kerala (Kanhangad) por el sur. Un ave fue cazada en 1847 at Lincolnshire, Yorkshire en 1898 y otra en Aberdeenshire en 1898 siempre durante el mes de octubre. Posiblemente los últimos de estos vagabundos visitaron Suffolk en noviembre-diciembre de 1962. Estas especies se reproducen en desiertos y otras zonas muy arenosas y áridas. Un estudio de su hábitat in Arabia Saudita encontró que la especie es muy dependiente en la presencia de vegetación y tiende a habitar zonas con una densa vegetación arbustiva, especialmente Capparis spinosa. Un estudio en las estepas de Irán descubrió que los sitos donde construyen sus nidos en general eran elegidos en zonas de altas densidades de insectos de presa los que a su vez se encontraban relacionados con las características de la flora.
Se han relevado sus patrones migratorios utilizando transmisores satelitales. Las aves mongolas parten de sus zonas de invernada en Afganistán y Pakistán desde mediados de marzo y llegan a sus áreas de reproducción luego de un vuelo de unos dos meses, tomando una ruta que evita las montanas altas de los Himalayas. Vuelan unos 200 km por día y en total vuelan unos 4400 km con paradas a lo largo del trayecto. Pasan unos cuatro meses en sus territorios de reproducción para luego levantar vuelo y llegar a sus sitios de invernada entre octubre a diciembre.

## Comportamiento

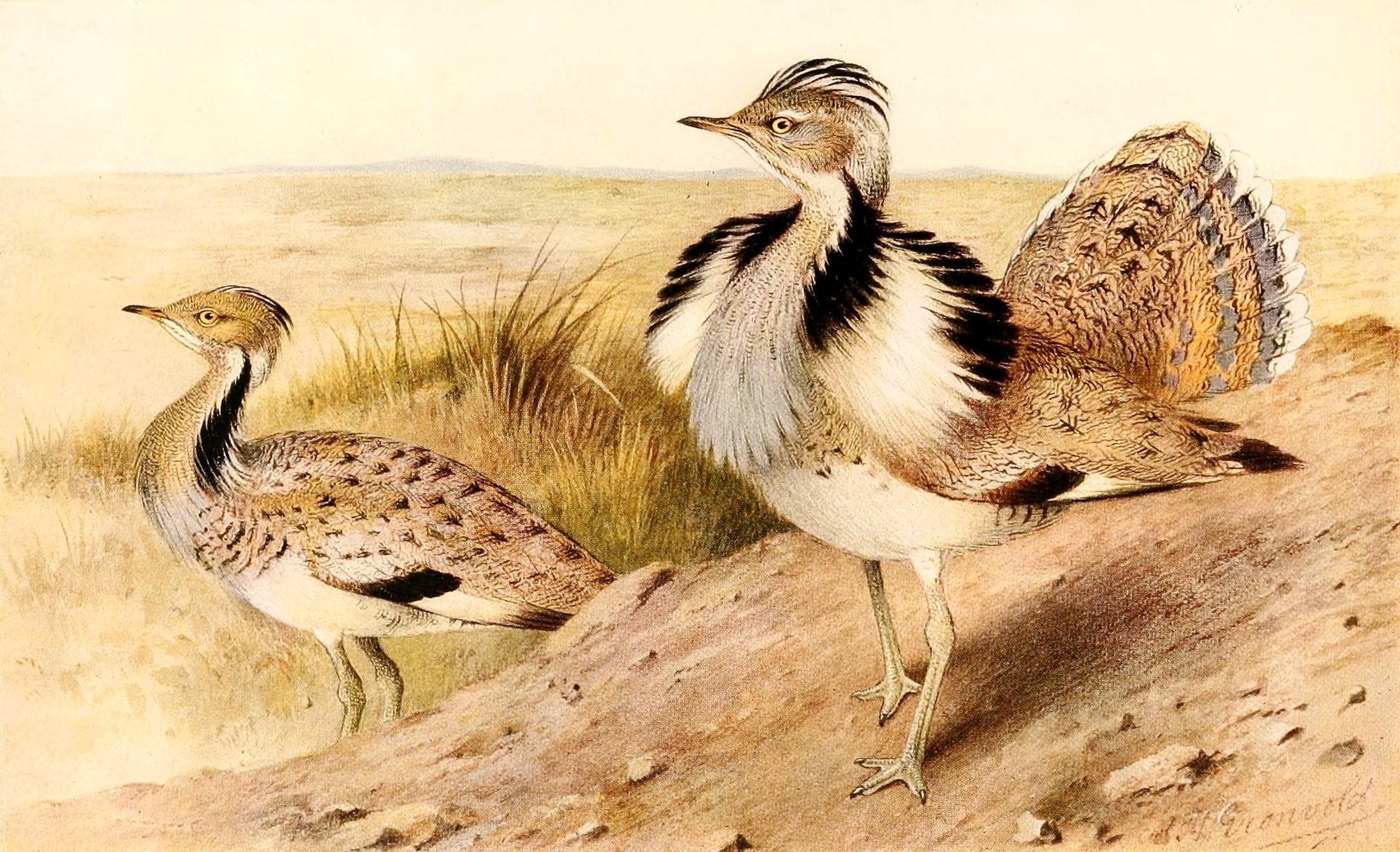
Ilustración de un macho en su exhibición con el collar inflado.

La exhibición del macho comienza con su cuello erguido y las plumas en la base de su cuello erectas. Yergue unas pocas plumas de su cabeza mientras camina lentamente, moviendo cada una de sus patas con cuidado y colocándola justo delante de la otra. Lo cual es seguido por una fase más vigorosa de carrera en línea recta o en círculo alrededor de unos pocos arbustos mientras retuerce su cuello formando una "S". Las plumas del cuello se encuentran erectas y cubren su cabeza. Alza sus patas con un movimiento controlado y mueven el cuello de un lado a otro. Durante su exhibición los machos realizan llamadas y si no hay compañeras que responden, entonces repiten la exhibición. Cuando una compañera parece ser receptiva, el macho infla las plumas negras en los laterales de su cuello de forma que se asemejan a un collar negro y camina hacia la hembra mientras retuerce su cuerpo de un lado para otro. Los machos se aparean con múltiples hembras y luego de aparearse, la hembra construye el nido e incuba sola. La puesta consiste de 2 a 4 huevos puestos en una hondonada desnuda en el suelo. La incubación dura unos 23 días y como es el caso en todas las hubaras, los pichones dejan el nido apenas rompen el cascarón y siguen a la madre que recolecta insectos y se los alcanza a sus pichones con el pico. Los jóvenes pueden volar al cabo de unos 30 días pero permanecen junto a su madre por varios meses.